# Lefteris Choutesiotis
Lefteris Choutesiotis (20 de julho de 1994) é um futebolista profissional grego que atua como goleiro.

## Carreira
Lefteris Choutesiotis começou a carreira no Olympiacos.

## Títulos
Olympiakos
- Superliga Grega: 2014–15, 2015–16, 2016–17